# Creta Grauzaria
La Creta Grauzaria è una montagna delle Alpi Carniche, in Friuli-Venezia Giulia, alta 2.065 m s.l.m.: assieme al vicino Monte Sernio costituisce un gruppo montuoso, spiccatamente roccioso, incuneato tra la Val d'Incarojo e la Val d'Aupa, in provincia di Udine.

## Descrizione
Da principio nota semplicemente come "La Crete", acquisì in seguito l'appellativo Grauzaria probabilmente derivato da grav-uz (ghiaia), in riferimento ai molti macereti che circondano la montagna.
La dorsale della Grauzaria compenetra in quella parallela del Sernio, dalla quale è separata dalla Forca Nuviernulis (1.732 m). A Nord essa termina in un anfiteatro, al cui centro sorge il Rifugio Grauzaria, delimitato dagli avancorpi del Lavinale a Ovest (1.850 m) e dell'Anticima NE (1.820 m) e dominato dalle due strapiombanti pareti della Cima dai Gjai (1.916 m) e della Cima della Sfinge (1.847 m), quest'ultima contraddistinta da numerosi e marcati tetti. La Dorsale continua verso Sud terminando nei monti Cimadors Alto e Basso, mentre ad Est presenta numerosi contrafforti e gendarmi come la Cima Senza Nome (1.930 m) e la Medace (1.586 m).

## Alpinismo
Fu salita la prima volta da Arturo Ferrucci ed Emilio Pico con i fratelli Giovanni e Giacomo Filaferro di Bevorchians (Moggio Udinese), rispettivamente nel ruolo di guida e portatore, il 18 giugno 1893. L'articolata conformazione rocciosa sia della parete Nord che di quella Sud, nonché dei suoi corpi e cime secondari come il Campanile la Medace e la Sfinge, ha reso la Creta Grauzaria una meta relativamente frequentata dai rocciatori almeno fino agli anni '80 del XX secolo.
Alcune Vie:
- Via Direttissima (Parete Sud-est) - di Napoleone Cozzi e Tullio Cepich, 8-9 settembre 1900, 300m II-III° con passaggi di III°+[4]
- Via Gilberti-Soravito alla Sfinge - di Celso Gilberti e Oscar Soravito, 4 ottobre 1927, 720m, IV°[5]
- Via del Naso della Sfinge - di Sergio De Infanti e Antonio Solero, 15-16 maggio 1968, VI°[6]
- Via Bizzarro-Simonetti alla Sfinge - di Roberto Simonetti e Paolo Bizzarro, 1974, 700m V°[7]
- Via Picilli-Mazzilis alla Sfinge - di Roberto Mazzilis e Daniele Picilli, 17 settembre 1989, VI°+[8]

### Accessi
- Via Normale. Dalla località Case Stallon del Nanghet passando per il Rifugio Grauzaria, ore 3.00. Si risale da Nord il canalone incassato tra la Cima dai Gjai e la Cima della Sfinge, percorso in inverno di un'ardita discesa scialpinistica[9], fino a raggiungere una forcella chiamata Portonât (1.860 m) da cui parte la via alla vetta con difficoltà alpinistiche fino al II grado[10].
- Dalla frazione di Grauzaria si può altresì raggiungere il Portonàt dal versante opposto attraverso il Cjanal di Forcje, ore 4.00.
- Dal Rifugio Grauzaria parte altresì il sentiero attrezzato Ferrucci che raggiunge il Bivacco Feruglio (1.700 m), sul versante orientale della Creta Grauzaria, dal quale a sua volta parte il sentiero attrezzato Cengle dal Bec (Cengia del camoscio) che raggiunge il Portonàt[11][12].